# Le Sac de Rome (film, 1920)
Pour les articles homonymes, voir Le Sac de Rome et Sac de Rome.
Pour plus de détails, voir Fiche technique et Distribution.
Le Sac de Rome (Il sacco di Roma) est un film italien réalisé par Enrico Guazzoni et Giulio Aristide Sartorio, sorti en 1920.

## Synopsis
Les évènements autour du Sac de Rome par les armées de Charles Quint en mai 1527....

## Fiche technique
- Titre français : Le Sac de Rome
- Titre original : Il sacco di Roma
- Réalisation : Enrico Guazzoni et Giulio Aristide Sartorio
- Scénario : Emilio Calvi, Fausto Salvatori et Giulio Aristide Sartorio
- Photographie :
- Montage :
- Musique :
- Direction artistique :
- Producteur :
- Société de production : Guazzoni Film
- Pays d'origine :  Royaume d'Italie
- Format : Noir et blanc ; 35 mm ; 1.33 : 1
- Genre : Drame, historique et mélodrame
- Durée : 74 minutes
- Dates de sortie :
  -  Royaume d'Italie : avril 1920
  -  Royaume-Uni : octobre 1920
  -  France : 4 mars 1921

## Distribution
- Pio Boscaini
- Attilio Boschi
- Beppo Corradi
- Tullio Ferri
- Irma Julians
- Ida Magrini
- Giuseppe Majone Diaz
- Silvia Malinverni
- Haydee Mercatali
- Livio Pavanelli
- Carlo Simoneschi
- Raimondo Van Riel